# 萨拉希·费伦茨
萨洛奇·费伦茨（匈牙利語：Szálasi Ferenc，1897年1月6日—1946年3月12日），匈牙利二战时期种族主义运动组织箭十字党的领导人。1944年，匈牙利密謀向盟軍停战而被納粹德国占领匈牙利，担任匈牙利王国民族团结政府的国家元首兼总理。在他统治期间，多达1万余名犹太人被杀害。二战结束后，费伦茨·萨洛奇被以战争罪名处决。